# 야쓰루기촌
야쓰루기촌(일본어: 八剣村)은 일본 기후현 하시마군에 설치되었던 촌이다. 1956년 9월 26일 야쓰루기촌, 가미하구리촌 등 2개 촌이 합병하여 기난촌이 신설되고 폐지되었다. 기난정 서부가 야쓰루기촌이 있던 곳이다.

## 참고 문헌
- 角川日本地名大辞典編纂委員会,『角川日本地名大辞典 21 岐阜県』1980, 角川書店